# Lista de prêmios e indicações recebidos por Anne Hathaway
A atriz americana Anne Hathaway ganhou 40 prêmios de 101 indicações. Sua carreira começou com um papel principal na série de televisão Get Real (1999–2000), que lhe rendeu uma indicação ao Prêmios Teen Choice de Melhor Atriz de TV. Sua estréia no cinema veio com o papel principal de Mia Thermopolis na comédia da Disney O Diário da Princesa (2001), pelo qual ela foi indicada ao MTV Movie Award de Melhor Revelação. Após uma série de filmes familiares que foram fracassos de bilheteria, ela fez uma transição para papéis adultos com os dramas de 2005 Havoc e O Segredo de Brokeback Mountain, o último dos quais foi indicado ao prêmio Screen Actors Guild para Melhor Elenco em Cinema. No ano seguinte, Hathaway ganhou indicações para um Prêmio Teen Choice e um British Independent Film Award para a comédia dramática O Diabo Veste Prada e a cinebiografia Becoming Jane, respectivamente.
Em 2008, Hathaway interpretou uma viciada em drogas em recuperação em Rachel Getting Married, pelo qual recebeu indicações ao Oscar e ao Globo de Ouro de Melhor Atriz. Ela foi indicada ao Drama Desk Award de Melhor Atriz em uma Peça por estrelar a produção de Noite de Reis de 2009 do The Public Theatre. Seus papéis principais nos romances Noivas em Guerra (2009) e Love & Other Drugs (2010) lhe renderam indicações para dois Prêmios MTV Movie & TV Awards e um Globo de Ouro, respectivamente. Em 2010, ela ganhou um Primetime Emmy Award por Melhor Locução por fornecer sua voz para um episódio em Os Simpsons. Hathaway teve seu maior sucesso comercial com o papel de Mulher-Gato no filme de super-herói de Christopher Nolan The Dark Knight Rises (2012), pelo qual ela ganhou um Prêmio Saturno de Melhor Atriz Coadjuvante. Por interpretar Fantine, uma prostituta morrendo de tuberculose, em Os Miseráveis (2012), ela ganhou vários prêmios, incluindo um Oscar, um Globo de Ouro e um Prêmio BAFTA de Melhor Atriz Coadjuvante.
Hathaway interpretou uma cientista da NASA no filme de ficção científica Interstellar (2014), pelo qual ela foi indicada ao Prêmio Saturno de Melhor Atriz. Por seu trabalho na peça Grounded (2015), ela foi indicada ao Drama League Award. Hathaway então estrelou as comédias de sucesso comercial The Intern (2015) e Ocean's 8 (2018), para ambos os quais ela ganhou indicações para o Prêmios People's Choice. Em 2019, Hathaway recebeu uma estrela na Calçada da Fama por suas contribuições para a indústria cinematográfica. Naquele ano, para o papel de uma mulher com transtorno bipolar em um episódio da série antológica Modern Love, Hathaway recebeu uma indicação ao Prêmios Critics' Choice Television. Seu papel no filme The Witches (2020) lhe rendeu indicações ao Nickelodeon Kids 'Choice Award de Atriz de Filme Favorita e ao Prêmio Framboesa de Ouro de Pior Atriz.

## Prêmios e indicações
| Organizações                                     | Ano  | Recipiente(s)                          | Categoria                                                  | Resultado        | Ref.          |
| ------------------------------------------------ | ---- | -------------------------------------- | ---------------------------------------------------------- | ---------------- | ------------- |
| Alliance of Women Film Journalists               | 2009 | Rachel Getting Married                 | Melhor Elenco                                              | Venceu           | [ 8 ]         |
| Alliance of Women Film Journalists               | 2012 | Rio                                    | Melhor Animação Feminina                                   | Indicado         | [ 9 ]         |
| Alliance of Women Film Journalists               | 2013 | Os Miseráveis                          | Melhor Atriz Coadjuvante                                   | Indicado         | [ 10 ]        |
| Alliance of Women Film Journalists               | 2013 | Os Miseráveis                          | Momento Inesquecível                                       | Venceu           | [ 10 ]        |
| Alliance of Women Film Journalists               | 2013 | The Dark Knight Rises                  | Prêmio Kick Ass de Melhor Estrela Feminina de Ação         | Indicado         | [ 11 ]        |
| Associação de Críticos de Cinema de Chicago      | 2008 | Rachel Getting Married                 | Melhor Atriz                                               | Venceu           | [ 12 ]        |
| Associação de Críticos de Cinema de Chicago      | 2012 | Os Miseráveis                          | Melhor Atriz Coadjuvante                                   | Indicado         | [ 13 ]        |
| Associação de Críticos de Cinema de Los Angeles  | 2012 | The Dark Knight Rises e Os Miseráveis  | Melhor Atriz Coadjuvante                                   | Segunda colocada | [ 14 ]        |
| Associação de Críticos de Cinema de Toronto      | 2008 | Rachel Getting Married                 | Melhor Atriz                                               | Segunda colocada | [ 15 ]        |
| Associação de Críticos de Cinema de Toronto      | 2012 | Os Miseráveis                          | Melhor Atriz Coadjuvante                                   | Indicado         | [ 16 ]        |
| Associação de Críticos de Nova Iorque            | 2009 | Rachel Getting Married                 | Melhor Atriz                                               | Indicado         | [ 17 ]        |
| Associação de Críticos de Nova Iorque            | 2013 | Os Miseráveis                          | Melhor Atriz Coadjuvante                                   | Segunda colocada | [ 18 ]        |
| Austin Film Critics Association                  | 2008 | Rachel Getting Married                 | Melhor Atriz                                               | Venceu           | [ 19 ]        |
| Austin Film Critics Association                  | 2012 | Os Miseráveis                          | Melhor Atriz Coadjuvante                                   | Venceu           | [ 20 ]        |
| British Independent Film Awards                  | 2007 | Becoming Jane                          | Melhor Atriz em um Filme Independente Britânico            | Indicado         | [ 21 ]        |
| Círculo dos Críticos de Cinema da Flórida        | 2012 | Os Miseráveis                          | Melhor Atriz Coadjuvante                                   | Venceu           | [ 22 ]        |
| Dallas–Fort Worth Film Critics Association       | 2008 | Rachel Getting Married                 | Melhor Atriz                                               | Venceu           | [ 23 ]        |
| Dallas–Fort Worth Film Critics Association       | 2012 | Os Miseráveis                          | Melhor Atriz Coadjuvante                                   | Indicado         | [ 24 ]        |
| Dorian Awards                                    | 2013 | Os Miseráveis                          | Performance de Cinema do Ano - Atriz                       | Venceu           | [ 25 ]        |
| Drama Desk Award                                 | 2010 | Noite de Reis                          | Melhor Atriz em uma Peça                                   | Indicado         | [ 26 ]        |
| Drama League Award                               | 2016 | Grounded                               | Desempenho Distinto                                        | Indicado         | [ 27 ]        |
| DVD Exclusive Awards                             | 2006 | Havoc                                  | Melhor Atriz (em um filme de estréia em DVD)               | Venceu           | [ 28 ]        |
| Empire Awards                                    | 2013 | The Dark Knight Rises                  | Melhor Atriz                                               | Indicado         | [ 29 ]        |
| Festival Internacional de Cinema de Palm Springs | 2009 | Rachel Getting Married                 | Prêmio Desert Palm Achievement                             | Venceu           | [ 30 ]        |
| Framboesa de Ouro                                | 2020 | Serenity e The Hustle                  | Pior Atriz                                                 | Indicado         | [ 31 ]        |
| Framboesa de Ouro                                | 2021 | The Last Thing He Wanted e The Witches | Pior Atriz                                                 | Indicado         | [ 32 ]        |
| Gotham Awards                                    | 2005 | O Segredo de Brokeback Mountain        | Melhor Elenco                                              | Indicado         | [ 33 ]        |
| Gotham Awards                                    | 2008 | Rachel Getting Married                 | Melhor Elenco                                              | Indicado         | [ 34 ]        |
| Houston Film Critics Society                     | 2008 | Rachel Getting Married                 | Melhor Atriz                                               | Venceu           | [ 35 ]        |
| Houston Film Critics Society                     | 2012 | Os Miseráveis                          | Melhor Atriz Coadjuvante                                   | Venceu           | [ 36 ]        |
| London Film Critics' Circle                      | 2009 | Rachel Getting Married                 | Atriz do Ano                                               | Indicado         | [ 37 ]        |
| London Film Critics' Circle                      | 2013 | Os Miseráveis                          | Atriz Coadjuvante do Ano                                   | Venceu           | [ 38 ]        |
| National Board of Review                         | 2002 | Nicholas Nickleby                      | Melhor Elenco                                              | Venceu           | [ 39 ]        |
| National Board of Review                         | 2009 | Rachel Getting Married                 | Melhor Atriz                                               | Venceu           | [ 40 ]        |
| National Board of Review                         | 2013 | Os Miseráveis                          | Melhor Elenco                                              | Venceu           | [ 41 ]        |
| New York Film Critics Online                     | 2012 | Os Miseráveis                          | Melhor Atriz Coadjuvante                                   | Venceu           | [ 42 ]        |
| Nickelodeon Kids' Choice Awards                  | 2009 | Get Smart                              | Atriz de Cinema Favorita                                   | Indicado         | [ 43 ]        |
| Nickelodeon Kids' Choice Awards                  | 2013 | The Dark Knight Rises                  | Buttkicker Feminino Favorito                               | Indicado         | [ 44 ]        |
| Nickelodeon Kids' Choice Awards                  | 2021 | The Witches                            | Atriz de Cinema Favorita                                   | Indicado         | [ 45 ]        |
| Online Film Critics Society                      | 2009 | Rachel Getting Married                 | Melhor Atriz                                               | Indicado         | [ 46 ]        |
| Online Film Critics Society                      | 2013 | Os Miseráveis                          | Melhor Atriz Coadjuvante                                   | Venceu           | [ 47 ]        |
| Oscar                                            | 2009 | Rachel Getting Married                 | Melhor Atriz                                               | Indicado         | [ 48 ]        |
| Oscar                                            | 2013 | Os Miseráveis                          | Melhor Atriz Coadjuvante                                   | Venceu           | [ 49 ]        |
| Prêmio Saturno                                   | 2013 | The Dark Knight Rises                  | Melhor Atriz Coadjuvante                                   | Venceu           | [ 50 ]        |
| Prêmio Saturno                                   | 2013 | Os Miseráveis                          | Melhor Atriz Coadjuvante                                   | Indicado         | [ 51 ]        |
| Prêmio Saturno                                   | 2015 | Interstellar                           | Melhor Atriz                                               | Indicado         | [ 52 ]        |
| Prêmios Emmy do Primetime                        | 2010 | Os Simpsons                            | Melhor Locução                                             | Venceu           | [ 53 ]        |
| Prêmios Emmy do Primetime                        | 2011 | Co-apresentadora do 83º Oscar          | Especial de Variedade Excepcional (Ao Vivo)                | Indicado         | [ 54 ]        |
| Prêmios Critics' Choice Movie                    | 2008 | Rachel Getting Married                 | Melhor Atriz                                               | Venceu           | [ 55 ] [ 56 ] |
| Prêmios Critics' Choice Movie                    | 2008 | Rachel Getting Married                 | Melhor Conjunto de Atuação                                 | Indicado         | [ 55 ] [ 56 ] |
| Prêmios Critics' Choice Movie                    | 2013 | Os Miseráveis                          | Melhor Conjunto de Atuação                                 | Indicado         | [ 57 ] [ 58 ] |
| Prêmios Critics' Choice Movie                    | 2013 | Os Miseráveis                          | Melhor Atriz Coadjuvante                                   | Venceu           | [ 57 ] [ 58 ] |
| Prêmios Critics' Choice Movie                    | 2013 | The Dark Knight Rises                  | Melhor Atriz em Filme de Ação                              | Indicado         | [ 57 ] [ 58 ] |
| Prêmios Critics' Choice Television               | 2020 | Modern Love                            | Melhor Atriz em Filme/Minissérie                           | Indicado         | [ 59 ]        |
| Prêmios da Academia Britânica de Cinema          | 2013 | Os Miseráveis                          | Melhor Atriz Coadjuvante                                   | Venceu           | [ 60 ]        |
| Prêmios Globo de Ouro                            | 2009 | Rachel Getting Married                 | Melhor Atriz em Filme - Drama                              | Indicado         | [ 61 ]        |
| Prêmios Globo de Ouro                            | 2011 | Love & Other Drugs                     | Melhor Atriz - Filme de Comédia ou Musical                 | Indicado         | [ 62 ]        |
| Prêmios Globo de Ouro                            | 2013 | Os Miseráveis                          | Melhor Atriz Coadjuvante - Filme                           | Venceu           | [ 63 ]        |
| Prêmios Independent Spirit                       | 2009 | Rachel Getting Married                 | Melhor Protagonista Feminina                               | Indicado         | [ 64 ]        |
| Prêmios MTV Movie & TV                           | 2002 | O Diário da Princesa                   | Melhor Revelação                                           | Indicado         | [ 65 ]        |
| Prêmios MTV Movie & TV                           | 2009 | Noivas em Guerra                       | Melhor Luta                                                | Indicado         | [ 66 ]        |
| Prêmios MTV Movie & TV                           | 2009 | Noivas em Guerra                       | Melhor Performance Feminina                                | Indicado         | [ 66 ]        |
| Prêmios MTV Movie & TV                           | 2013 | Os Miseráveis                          | Melhor Performance Feminina                                | Indicado         | [ 67 ]        |
| Prêmios MTV Movie & TV                           | 2013 | Os Miseráveis                          | Melhor Momento Musical                                     | Indicado         | [ 67 ]        |
| Prêmios MTV Movie & TV                           | 2013 | The Dark Knight Rises                  | Melhor Herói                                               | Indicado         | [ 68 ]        |
| Prêmios People's Choice                          | 2012 | Rio                                    | Voz de Filme Animado Favorito                              | Indicado         | [ 69 ]        |
| Prêmios People's Choice                          | 2012 | Um Dia                                 | Atriz de Cinema Favorita                                   | Indicado         | [ 69 ]        |
| Prêmios People's Choice                          | 2013 | The Dark Knight Rises                  | Face Favorita do Heroísmo                                  | Indicado         | [ 70 ]        |
| Prêmios People's Choice                          | 2013 | The Dark Knight Rises                  | Atriz de Cinema Favorita                                   | Indicado         | [ 70 ]        |
| Prêmios People's Choice                          | 2016 | The Intern                             | Atriz de Cinema Favorita                                   | Indicado         | [ 71 ]        |
| Prêmios People's Choice                          | 2018 | Ocean's 8                              | A Estrela de Cinema Feminina de 2018                       | Indicado         | [ 72 ]        |
| Prêmios Satellite                                | 2008 | Rachel Getting Married                 | Melhor Atriz - Filme                                       | Indicado         | [ 73 ]        |
| Prêmios Satellite                                | 2010 | Love & Other Drugs                     | Melhor Atriz - Filme                                       | Venceu           | [ 74 ]        |
| Prêmios Satellite                                | 2012 | Os Miseráveis                          | Melhor Elenco - Filme                                      | Venceu           | [ 75 ]        |
| Prêmios Satellite                                | 2012 | Os Miseráveis                          | Melhor Atriz Coadjuvante - Filme                           | Venceu           | [ 75 ]        |
| Prêmios Screen Actors Guild                      | 2006 | O Segredo de Brokeback Mountain        | Desempenho Excepcional de um Elenco em um Filme            | Indicado         | [ 76 ]        |
| Prêmios Screen Actors Guild                      | 2009 | Rachel Getting Married                 | Desempenho Excepcional por uma Atriz em um Papel Principal | Indicado         | [ 77 ]        |
| Prêmios Screen Actors Guild                      | 2013 | Os Miseráveis                          | Melhor Performance de uma Atriz Coadjuvante                | Venceu           | [ 78 ]        |
| Prêmios Screen Actors Guild                      | 2013 | Os Miseráveis                          | Desempenho Excepcional de um Elenco em um Filme            | Indicado         | [ 79 ]        |
| Prêmios Teen Choice                              | 2000 | Get Real                               | Melhor Atriz de TV                                         | Indicado         | [ 80 ]        |
| Prêmios Teen Choice                              | 2002 | O Diário da Princesa                   | Melhor Atriz de Cinema – Comédia                           | Indicado         | [ 81 ]        |
| Prêmios Teen Choice                              | 2006 | O Diabo Veste Prada                    | Escolha do Filme: Química                                  | Indicado         | [ 82 ]        |
| Prêmios Teen Choice                              | 2009 | Noivas em Guerra                       | Melhor Atriz de Cinema – Comédia                           | Venceu           | [ 83 ]        |
| Prêmios Teen Choice                              | 2009 | Noivas em Guerra                       | Escolha do Filme: Rumble                                   | Indicado         | [ 84 ]        |
| Prêmios Teen Choice                              | 2009 | Noivas em Guerra                       | Escolha do Filme: Momento Rockstar                         | Indicado         | [ 84 ]        |
| Prêmios Teen Choice                              | 2011 | Rio                                    | Escolha Voz Animada                                        | Indicado         | [ 85 ]        |
| Prêmios Teen Choice                              | 2013 | The Dark Knight Rises                  | Melhor Atriz de Filme: Ação                                | Venceu           | [ 86 ]        |
| Prêmios Teen Choice                              | 2013 | Os Miseráveis                          | Melhor Atriz de Filme: Drama                               | Indicado         | [ 87 ]        |
| Scream Awards                                    | 2010 | Alice no País das Maravilhas           | Melhor Atriz Coadjuvante                                   | Venceu           | [ 88 ]        |
| Sociedade de Críticos de Cinema de Boston        | 2008 | Rachel Getting Married                 | Melhor Atriz                                               | Segunda colocada | [ 89 ]        |
| Sociedade dos Críticos de Cinema de San Diego    | 2012 | Os Miseráveis                          | Melhor Performance de um Elenco                            | Indicado         | [ 90 ]        |
| Sociedade dos Críticos de Cinema de San Diego    | 2012 | Os Miseráveis                          | Melhor Atriz Coadjuvante                                   | Indicado         | [ 90 ]        |
| Sociedade Nacional de Críticos de Cinema         | 2013 | Os Miseráveis                          | Melhor Atriz Coadjuvante                                   | Indicado         | [ 91 ]        |
| St. Louis Film Critics Association               | 2008 | Rachel Getting Married                 | Melhor Atriz                                               | Indicado         | [ 92 ]        |
| St. Louis Film Critics Association               | 2012 | Os Miseráveis                          | Melhor Atriz Coadjuvante                                   | Indicado         | [ 93 ]        |
| Vancouver Film Critics Circle                    | 2013 | Rachel Getting Married                 | Melhor Atriz Coadjuvante                                   | Indicado         | [ 94 ]        |
| Washington D.C. Area Film Critics Association    | 2010 | Love & Other Drugs                     | Melhor Atriz                                               | Indicado         | [ 95 ]        |
| Washington D.C. Area Film Critics Association    | 2012 | Os Miseráveis                          | Melhor Atriz Coadjuvante                                   | Venceu           | [ 96 ]        |
| Washington D.C. Area Film Critics Association    | 2012 | Os Miseráveis                          | Melhor Elenco                                              | Venceu           | [ 96 ]        |
| Women Film Critics Circle                        | 2012 | Os Miseráveis                          | Melhor Atriz                                               | Venceu           | [ 97 ]        |
| Young Artist Awards                              | 2000 | Get Real                               | Melhor Performance em Série de TV - Elenco Jovem           | Indicado         | [ 98 ]        |